# ウィリアム・アンズリー (第4代アンズリー伯爵)

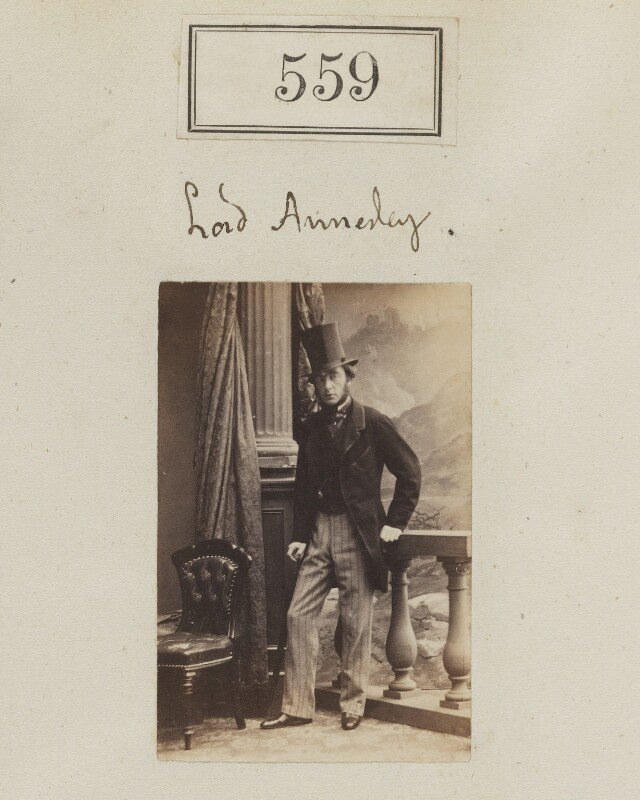
カミーユ・シルヴィによる肖像写真、1860年。

第4代アンズリー伯爵ウィリアム・リチャード・アンズリー（英語: William Richard Annesley, 4th Earl Annesley、1830年2月21日 – 1874年8月10日）は、イギリスの政治家、アイルランド貴族。1852年から1857年まで庶民院議員を、1867年から1874年までアイルランド貴族代表議員を務めた。

## 生涯
第3代アンズリー伯爵ウィリアム・リチャード・アンズリーと2人目の妻プリシラ・セシリア（Priscilla Cecilia、旧姓ムーア（Moore）、1808年9月8日 – 1891年3月29日、ヒュー・ムーアの次女）の息子として、1830年2月21日にダブリンのラトランド・スクエア（現パーネル・スクエア）で生まれ、5月11日にダブリンのセント・トマス教会で洗礼を受けた。1847年7月5日、ケンブリッジ大学トリニティ・カレッジに入学した。

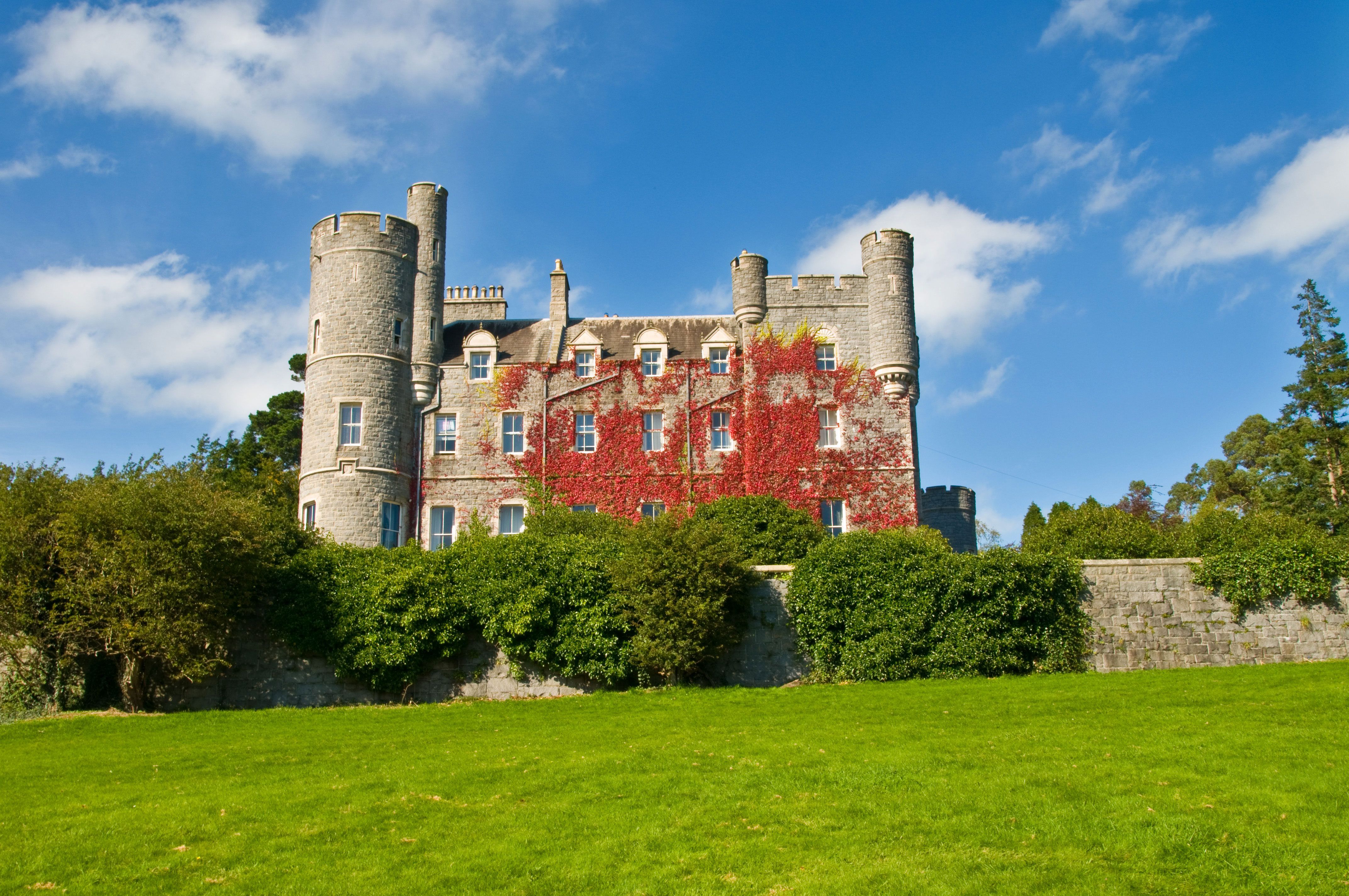
カースルウェラン城、2008年撮影。

1838年8月25日に父が死去すると、アンズリー伯爵位を継承したが、アイルランド貴族としての権利が正式に認められたのは1855年7月24日のことだった。1852年イギリス総選挙で保守党候補としてグレート・グリムズビー選挙区から出馬、ホイッグ党候補で現職議員のエドワード・ヘニッジを347票対286票で下して当選した。1857年イギリス総選挙に出馬せず、議員を退任した。その後、1867年にアイルランド貴族代表議員に選出された。
1856年、ダウン県カースルウェランの領地でカースルウェラン城（ウィリアム・バーン設計）の建設をはじめ、1858年に完成した。
1874年8月10日、生涯未婚のままワイト島のカウズで死去、弟ヒューが爵位を継承した。